# Circlepit

Een circlepit ontstaat op de Zwarte Cross tijdens het optreden van de Staat.

Een circlepit is bij bepaalde soorten muziekuitvoeringen een cirkelvormig gebied voor het podium waar gemoshd wordt op de muziek. Dit type pit lijkt op een wall of death, maar is minder agressief.
Pits vormen zich spontaan, maar kunnen ook worden aangekondigd. De zanger(es) kondigt op een zeker moment aan dat er een circlepit gevormd wordt, waarna de mensen zich verspreiden en er een gat in het publiek komt. Op het teken van de frontman lopen de mensen rond het gat naar het midden, waarna ze moshend in een cirkel gaan lopen.